# 奥村亜希
奥村 亜希（おくむら あき、1974年7月27日 - ）は、さんいん中央テレビ (TSK) のアナウンサー、ディレクター。島根県大田市出身。

## 人物
立教大学経済学部卒業後、1998年に山陰中央テレビに入社。2013年に報道制作局制作部へ移ってからは、番組制作とナレーションを主に担当している。3児の母。

## 担当番組
- TSKスーパーニュース（キャスター）[5] - 入社1年目から担当[6]。
- FNSドキュメンタリー大賞
  - 第10回：おじいちゃんがくれた私 〜17歳 理絵ちゃんの看護日記〜（ディレクター・編集）[7]
  - 第11回：スキンシップ 〜盲人夫婦の子育て奮闘記〜（ディレクター・編集）[8]
  - 第17回：“幸齢者”からのバトン 〜隠岐・看取りの家より〜（アシスタントプロデューサー）[9]
  - 第19回：こころ視界良好 〜失明した二人に見える希望〜（ディレクター）[10]
- みみよりランド[6]
- FNNスピーク[4]
- 着席!マナビーヤβ（ナレーター）[3]
- ヤッホー! （料理コーナーの制作担当）[11]
- なるほど!吉田くんのしまねゼミ（制作担当）[12]